# Mansión de Vecbebri
La Mansión de Vecbebri (en letón: Vecbebru muižas pils; en alemán: Alt-Bewershof) es una casa señorial en la región histórica de Vidzeme, en el norte de Letonia.

## Historia
La Mansión de Vecbebri fue construida en la primera mitad del siglo XIX en estilo clásico. Gravemente dañada por un incendio en 1905, la mansión fue posteriormente restaurada bajo la supervisión del arquitecto Vilhelms Bokslafs. Se convirtió en edificio escolar en 1922, y ha albergado la escuela internado de Bebri (Bebru vispārizglītojošā internātpamatskola) desde 1996.